# Разлог (Архангельская область)
Разлог — деревня в Холмогорском районе Архангельской области.

## География
Находится в центральной части Архангельской области на расстоянии приблизительно 4 км на восток-северо-восток по прямой от районного центра села Холмогоры на юго-западном берегу острова Куростров в пойме реки Северная Двина.

## История
В 1905 году здесь (деревня Холмогорского уезда) было учтено 15 дворов. До 2022 года входила в Холмогорское сельское поселение до его упразднения.

## Население
Численность населения: 88 человек (1905 год), 150 (русские 99 %) в 2002 году, 122 в 2010.